# Discopříběh 2
Discopříběh 2 je filmový komediální muzikál natočený roku 1991 v ČSFR jako volné pokračování snímku Discopříběh (1987). Hlavní roli Jirky, čerstvě dospělého, který se žení s těhotnou Jitkou (Jaroslava Stránská) zahrál Rudolf Hrušínský nejmladší, roli jeho otce Karla, který chytá druhou mízu, zahrál Ladislav Potměšil a roli Lucie, zdravotní sestřičky ze záchytky, zahrála Veronika Kánská.
Je nutno podotknut, že i navzdory svému názvu filmu, není příběh o discu ze 70 let. Film se natáčel v Plzni a v Řepích a provázejí jej písně synthpopového a jazzového zpěváka Michala Davida.

## Děj
Jirka si bere Jitku, táta na svatbu jde potajmu. Táta se ten večer potuluje u domu, kde Jirka a Jitka bydlí, uslyší jak o pomoc řve žena (Ála), žena zaběhne do domu, on se postaví do cesty útočníkovi, který ho následně udeří pěstí. Žena ho pozve nahoru, vyspí se s ním a dá mu luxusní oblečení. On jí potom pár dní pere a dělá osobní služku. Mezitím se dostane opilý na záchytku, kde se po ránu seznámí s milou sestřičkou Lucií. Lucie se zná i s Álou, později Ála pomůže seznámení Lucie s Karlem. Po hádce s Lucií se Karel opije, usne na záchodě a vyhoří. Týž večer se Jirkovi narodí syn, o kterém jde tátovi říct, najde ho holohlavého na stavbě, kde mu oznámí, že mu někdo prořezal gumy na auťáku, venku na něj čeká Lucie.

## Obsazení
- Rudolf Hrušínský nejmladší - Jirka
- Ladislav Potměšil - Jirkův táta
- Jaroslava Stránská - Jitka
- Veronika Kánská - Lucie
- Eva Čížkovská - Ála
- Jaroslava Obermaierová - Jitky máma
- Oldřich Vlach - Jitky táta
- Pavel Nový - Jarda - kamarád Jirkovo táty